# 李穆姜
李氏（？年—？年），字穆姜，漢中南鄭人，東漢安眾令程祗之妻、司隸校尉李法的姊姊。

## 生平
李穆姜生有兩子程淮、程基，程祗在任安眾令時去世，程祗前妻有四個兒子程興、程敦、程覲、程豫，由於李穆姜不是他們生母，他們慢慢地嫌惡李穆姜。李穆姜卻對他們慈愛溫仁，給他們的衣物甚至多於自己的生子。有人見如此情景，便說：「那四個兒子對妳不孝，你何不遠離他們呢？」 李穆姜回答：「我想以『義』來引導他們，讓他們自己慢慢向善。」
直到前妻的長子程興生了重病，李穆姜因為天性，親自為他調理湯藥，烹飪食物，無微不至地照顧他。程興痊愈後，找來他的三個弟弟說：「後母的仁慈之心出自她的善良本性，我們無視後母養育之恩，我們的心如禽獸一般！後母恩重如山，我們的罪過太深重了！」是程興帶著三個弟弟來到南鄭的監獄，陳述李穆姜之恩，懺悔自己的過錯，主動請求法律制裁。縣府將此事告知郡守，郡守上書褒獎李穆姜，免除她家的徭役，免除對這四個兄弟的懲罰，讓他們自己從新改過。從此之後李穆姜的教育愈加賢明，兒子們也都成了優秀的士人。程基官至南郡太守。
李穆姜於八十多歲時去世。臨終前吩咐兒子們說：「我弟弟李伯度，是個見識通達的人。他對薄葬的道理很了解。臨死前的遺言，要合聖賢之法。你們必須遵守秉承，不要與世俗同，以免增加我的負擔。」於是兒子們遵從李穆姜之言。

## 延伸阅读
[在维基数据编辑]
 《後漢書·卷84》，出自范晔《後漢書》